# Neferkare I.
Neferkare I. (nach anderer Quelle Aaka, Aa-ka oder Neferka, Nefer-ka) war ein altägyptischer König (Pharao) der 2. Dynastie (Frühdynastische Zeit), welcher vielleicht um 2749 v. Chr. regierte. Neferkare I. zählt für die heutige Forschung zu den besonders obskuren Herrschern. Sein genauer Regierungszeitpunkt sowie die Dauer seiner Herrschaft sind unbekannt.

## Belege
Diesen Herrscher chronologisch korrekt einzuordnen, ist für Ägyptologen und Archäologen aufgrund der geringen Fundlage recht schwierig. Als „Neferkare“ ist dieser Herrscher nur in der Königsliste von Sakkara im Grab des Vorlesepriesters Tjuneroy (19. Dynastie) belegt. „Aaka“ wird er hingegen nur im Turiner Königspapyrus genannt. Überdies ist sein Horusname völlig unbekannt. Zeitgenössische Monumente oder Artefakte konnten ihm bisher auch nicht zugeordnet werden. In der Sakkara-Liste und im Turiner Papyrus wird Neferkare I. als Nachfolger von König Sened und als Vorgänger von König Neferkasokar beschrieben.
Der Ägyptologe Kim Ryholt ist überzeugt, dass Neferkare identisch ist mit Seneferka, einem Herrscher, der eigentlich von der Mehrheit der Ägyptologen mit König Qaa (Ende der 1. Dynastie) gleichgesetzt oder als dessen unmittelbarer Nachfolger angesehen wird. Ryholts Darlegung fußt auf dem Umstand, dass ramessidische Schreiber häufig den Namen frühdynastischer Herrscher die Sonnenscheibe des Re beifügten, obwohl ihnen hätte bekannt sein müssen, dass die Sonne zu so früher Zeit noch nicht als eigenständige Gottheit verehrt wurde. Als Belege führt er die Namenskartuschen wie Neferkare II. aus der Abydos-Liste und Nebkare aus der Sakkara-Liste als Beispiele an.
Neferkare I. ist vermutlich identisch mit einem Herrscher, welchen der antike Historiker Manetho Nephercheres nennt und über den er schreibt, Nephercheres habe „25 Jahre geherrscht“ und unter seiner Regentschaft sei „elf Tage lang Honig den Nil hinabgeflossen“. Ägyptologen vermuten, dass diese Redewendung aufzeigen sollte, dass unter Neferkare Wohlstand und Überfluss herrschten.

## Regierungszeit
Da bislang keinerlei archäologische Funde Neferkares Zeit sicher zugeordnet werden können, ist nichts Konkretes über politische, kultische oder wirtschaftliche Ereignisse bekannt. Es wird jedoch allgemein angenommen, dass Neferkare I. nur in Unterägypten regierte, da sein Name in der Sakkara-Liste erscheint, in der Königsliste zu Abydos hingegen fehlt und die Sakkara-Liste memphitische, also unterägyptische, Traditionen widerspiegelt.
Neferkare I. war zudem möglicher Gegenregent zu den Herrschern Peribsen und Sechemib. Hintergrund dieser Ansicht ist eine vermutete Reichsteilung zum Zeitpunkt des Todes von König Ninetjer. Nach einer mehrjährigen Dürre soll Ninetjer Ägypten in zwei eigenständige Hälften gespalten und unter seinen Erben aufgeteilt haben, um den dürrebedingten wirtschaftlichen und innerpolitischen Konflikten entgegenzuwirken. Zu Neferkares Zeit bestand Ägypten somit aus zwei Landeshälften, von denen der südliche Teil von Königen wie Peribsen dominiert wurde, während im Norden neben Neferkare I. Könige wie Sened und Neferkasokar herrschten. Beendet wurde die Reichsteilung unter König Chasechemui.